# Jan Piekarski
Jan Piekarski herbu Rola (zm. przed 21 marca 1589 roku) – podkomorzy brzeskokujawski w latach 1569–1589.
Studiował na Akademii Krakowskiej w 1535 roku. 
Poseł na sejm 1569 i 1570 roku z województwa brzeskokujawskiego. Podpisał akt unii lubelskiej.